# یوسف‌لر
یوسف‌لر (ترکی آذربایجانی: Yusiflər) یک منطقهٔ مسکونی در جمهوری آرتساخ است که در استان کاشاتاق واقع شده‌است.